# Z Eridani
Z Eridani är en halvregelbunden variabel av SRB-typ i stjärnbilden Eridanus. 
Stjärnan har en visuell magnitud som varierar mellan +6,17 och 7,18 med en period av 74,0 dygn.